# 로고라마
《로고라마》(Logorama)는 프랑스에서 제작된 프랑수아 알로, 에르베 드 크레시, 뤼도비크 우플랭 감독의 2009년 애니메이션, 액션, 범죄 영화이다. 밥 스티븐슨, 데이비드 핀처 등이 출연하였고 프랑수아 알로 등이 제작에 참여하였다.

## 출연

### 주연
- 밥 스티븐슨
- 데이비드 핀처

### 조연
- 에이자 에번스
- 셔먼 오거스터스
- 조엘 미켈리
- 맷 윈스턴
- 제이미 레이 뉴먼
- 앤드루 케빈 워커

## 같이 보기
- 자본주의에 대한 비판
- 제품 간접 광고